# Leah Feldman
Leah Feldman, (v jidiš: לאה פֿעלדמאן; září 1898 Oděsa – 3. ledna 1993 Londýn) známá také jako Leah Downes, byla dělnice a anarchistka. Narodila se v Oděse a většinu svého dospělého života strávila v Londýně v Anglii. Pracovala v oděvním průmyslu. V anarchistickém hnutí byla aktivní téměř 80 let a na sklonku svého života představovala poslední žijící článek, který propojoval britské anarchistické hnutí s ruskou revolucí, Ukrajinskou revoluční povstaleckou armádou a předválečným židovským anarchistickým hnutím v londýnském East Endu. "Byla jednou z obyčejných žen a mužů, kteří se jen zřídka dostanou do učebnic dějepisu, ale tvořili páteř anarchistického hnutí." 

## Životopis
Narodila se v září 1898 v Oděse do židovské rodiny, která hovořila jidiš. Když byla Feldman ještě malá, přestěhovala se rodina do polské Varšavy. Ve dvanácti letech vstoupila do socialistického spolku. V roce 1913 se Feldman proti matčině vůli přestěhovala s příbuznými do Anglie, kde začala pracovat jako kožešnice a poprvé se setkala s anarchistickým hnutím. Poté, co se jí do rukou dostala brožura Petra Kropotkina An Appeal to the Young (Mládeži), začala Feldman navštěvovat nedělní školu v Anarchistickém klubu na Jubilee Street. Vedle toho se zapojila do židovského odborového hnutí, které působilo ve východním Londýně.
Kvůli první světové válce se nemohla znovu shledat se svou rodinou, která zůstala ve Varšavě. V květnu 1917 se, podobně jako řada ruských a východoevropských židovských anarchistů žijících v Británii, přestěhovala do Ruska, aby se zapojila do ruské revoluce. V Rusku se setkala s Kropotkinem a v květnu 1921 se zúčastnila jeho pohřbu v Moskvě, který představoval poslední povolenou demonstraci anarchistů až do pádu stalinismu. Se svým projevem na něm vystoupila mimo jiné i Emma Goldman. Zatímco se někteří západní anarchisté té doby přiklonili k podpoře bolševismu, Feldman byla vůči nové bolševické vládě ostře kritická a ve svém postoji setrvala až do konce života. Jako pracující žena totiž vnímala důsledky diktatury z první ruky, tedy způsobem, jakým je hostující intelektuálové vidět nemohli. Během občanské války odcestovala Feldman na Ukrajinu, kde se zapojila do machnovského hnutí a pracovala jako švadlena.
V roce 1927 odcestovala do Berlína, poté žila rok v Paříži a v roce 1928 se vrátila do Londýna. Vstup do Spojeného království jí byl zprvu odepřen, ocitla se tak bez státního příslušenství. Proto se v roce 1931 provdala za bývalého britského vojáka, čímž získala britské občanství. Nadále pracovala jako dělnice v textilním průmyslu, ale londýnské anarchistické hnutí v této době považovala za depresivní, zdálo se jí, že je na ústupu. Ve třicátých letech žila čtyři roky v Palestině. I zde byla aktivní a spolu s dalšími přáteli z Evropy se angažovala v organizování anarchistické federace. V roce 1936 se vrátila do Londýna, kde se aktivně podílela na podpoře anarchistického hnutí ve španělské revoluci, která byla součástí Španělské občanské války. Zasadila se o to, aby skupina kolem vydavatelství Freedom Press, využila své zbývající prostředky na podporu nových novin Spain and the World, které od roku 1936 do roku 1938 každé dva týdny přinášely analýzy událostí ve Španělsku z anarchistické perspektivy.
Po mnoho desetiletí patřily společně s Lilian Wolfe mezi pravidelné pouliční prodejkyně anarchistických novin Freedom. Kromě toho se Feldman aktivně se účastnila kampaní souvisejících s britskou anarchistickou skupinou Angry Brigade, popravou Sacca a Vanzettiho, kampaní Anarchistického černého kříže na podporu anarchistických disidentů ve frankistickém Španělsku a pochodů organizovaných protijaderným hnutím v 60. letech. Ve stejném období pašovala zbraně do Španělska. Ty mířily k bojovníkům, kteří již od roku 1939 vzdorovali frankistickému režimu. Díky tomu si u Katalánců vysloužila přezdívku Machnovská babička.
Poté, co byl její zrak poškozen při výbuchu bomby a po následných komplikacích během operace, zůstala Feldman nevidomá. Ve svých sedmdesáti letech se vydala do Varšavy, aby se pokusila vypátrat své příbuzné. Na místě však zjistila, že všichni zahynuli. Na začátku osmdesátých let, kdy byla stále více závislá na pomoci ostatních (kromě potíží se zrakem i částečně ohluchla), ji měl jako své krytí využít tajný policista, Roger Pearce (vystupoval pod jménem Roger Thorley), který shromažďoval informace o skupině kolem Freedom Press. Přestože byly její poslední roky smutné, nikdy se nevzdala. Nadále podporovala anarchistické aktivity a vždy, když jí to zdraví dovolilo, se účastnila londýnského anarchistického knižního veletrhu, který konal pravidelně od roku 1983. Zemřela 3. ledna 1993 v Londýně. Jejího pohřbu se zúčastnilo pět desítek přátel a aktivistů z anarchistického a feministického hnutí.